# サンルダム
サンルダム（さんるだむ）は、北海道上川郡下川町、一級水系天塩川水系サンル川に建設されたダムである。
国土交通省北海道開発局が管理を行う国土交通省直轄ダムであり、天塩川水系の治水と名寄市・下川町への利水を目的とした特定多目的ダム法に基づく特定多目的ダムとして建設された、高さ46メートルの台形CSGダム。ダムによって形成された人造湖は、公募によりしもかわ珊瑠湖（しもかわさんるこ）と命名された。

## 概要

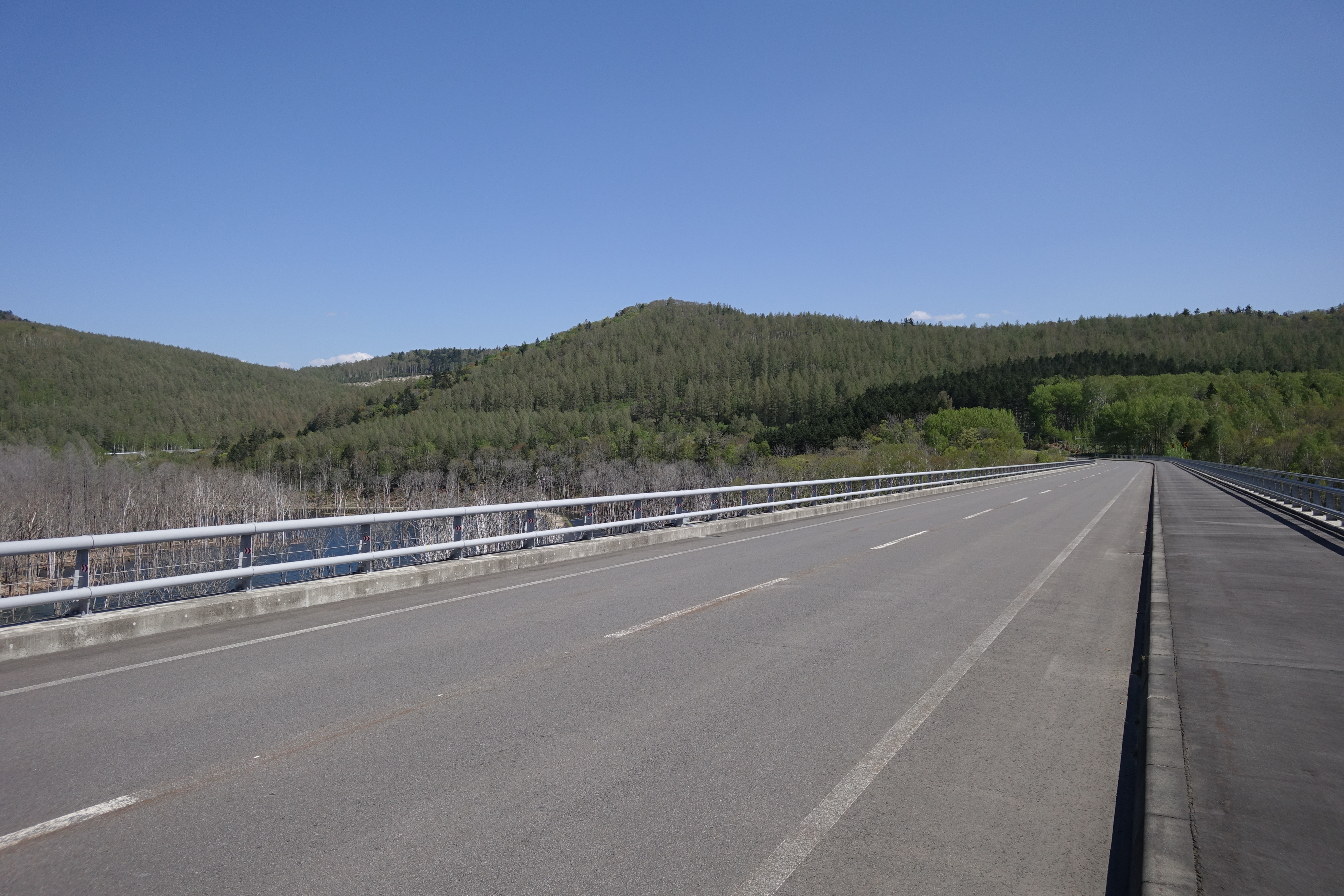
サンルダム（しもかわ珊瑠湖）に架かる珊瑠大橋

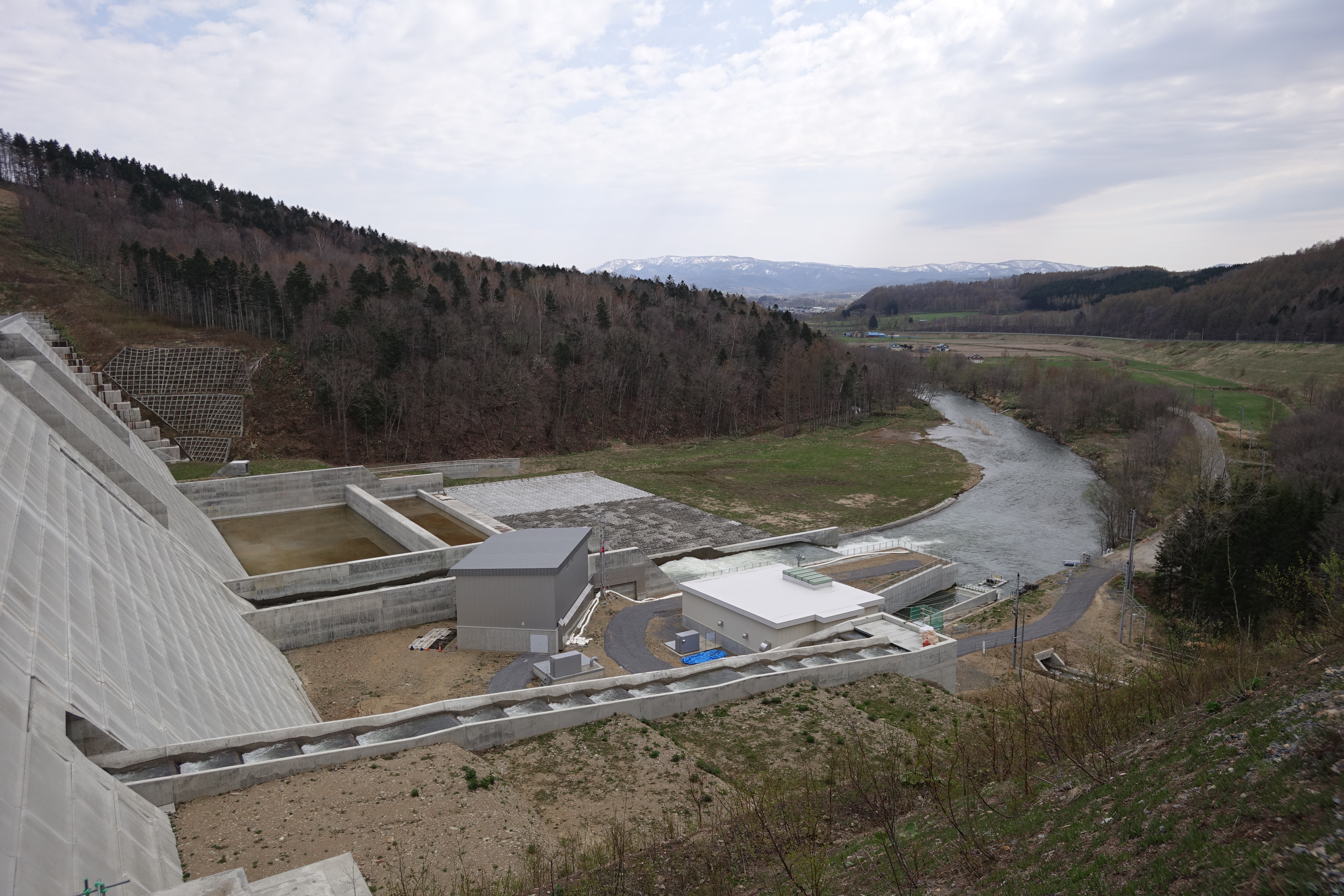
手前の階段状水路はサクラマス遡上用の魚道

当ダムはコスト縮減のために台形CSGダムが採用されている。台形CSGダムとは日本で開発されたダム型式で、セメントで固めた砂礫を台形に固めて建設する方式のダムである。骨材の優劣に関係なく材料を使用できるため材料の合理化を図ることが可能となる。このためコストを縮減し経済性に優れている工法である。サンルダムの他に北海道では当別ダム、厚幌ダム、三笠ぽんべつダムがこの型式である。
ダムが建設されているサンル川は、天塩川流域でも有名なサクラマスの遡上河川である。 サンルダムでは遡上性魚類対策のため、高低差24ｍ、延長300ｍの魚道を整備し、魚道には所々に減勢効果と魚類の休息場として中間プールを組み合わせている。また、日本最北の国道交通省直轄ダムである。
ダムに隣接してサンルダム管理所が設置されており、9時から17時の間ダムカードの配布を行っている。

## アクセス
JR宗谷本線名寄駅より車で約25分、道央自動車道士別剣淵ICより車で約50分。